# ألعاب خيلو الهند الشتوية
ألعاب خيلو الهند الشتوية (KIWG) هي مسابقة ألعاب شتوية تقام على المستوى الوطني للهند. تشمل الألعاب مسابقات التزلج والتزلج على المنحدرات الثلجية والتزلج الشمالي والرجبي الثلجي ورياضة مخزون الجليد والبيسبول الثلجي وتسلق الجبال والجري بالأحذية الثلجية وهوكي الجليد والتزلج على الجليد والتزلج السريع. عقدت أول دورة ألعاب خيلو الشتوية في الهند في عام 2020 بعد نجاح عددة دورات من ألعاب خيلو الهند للشباب. تقسم المسابقات على الفئات العمرية والتعلقة والمقاطعة والولاية.

## المستضيف
أقيمت دورة الألعاب الشتوية الأولى في خيلو الهند على مرحلتين في مكانين مختلفين:
1. خيلو الهند الشتوية في لداخ – لياه
2. خيلو الهند الشتوية جامو وكشمير – غولمارغ

## الدورات
| ألعاب خيلو الهند | ألعاب خيلو الهند | ألعاب خيلو الهند      | ألعاب خيلو الهند      | ألعاب خيلو الهند               | ألعاب خيلو الهند | ألعاب خيلو الهند | ألعاب خيلو الهند | ألعاب خيلو الهند | ألعاب خيلو الهند | ألعاب خيلو الهند | ألعاب خيلو الهند | ألعاب خيلو الهند | ألعاب خيلو الهند | ألعاب خيلو الهند | ألعاب خيلو الهند | ألعاب خيلو الهند | ألعاب خيلو الهند | ألعاب خيلو الهند     | ألعاب خيلو الهند |
| رقم              | السنة            | المستضيف              | المستضيف              | المشاركون                      | الرياضات         | الفائز           | الفائز           | الفائز           | الفائز           | الوصيف           | الوصيف           | الوصيف           | الوصيف           | الفريق الثالث    | الفريق الثالث    | الفريق الثالث    | الفريق الثالث    | مراجع                |                  |
| رقم              | السنة            | المستضيف              | المستضيف              | المشاركون                      | الرياضات         |                  |                  |                  | م                |                  |                  |                  | م                |                  |                  |                  | م                | مراجع                |                  |
| ---------------- | ---------------- | --------------------- | --------------------- | ------------------------------ | ---------------- | ---------------- | ---------------- | ---------------- | ---------------- | ---------------- | ---------------- | ---------------- | ---------------- | ---------------- | ---------------- | ---------------- | ---------------- | -------------------- | ---------------- |
| I                | 2020             | لياه                  | غولمارغ               | 955 رياضي (649 رجل و306 امرأة) | 17               | جامو وكشمير      | جامو وكشمير      | جامو وكشمير      | جامو وكشمير      | Services         | Services         | Services         | Services         | أوتاراخند        | أوتاراخند        | أوتاراخند        | أوتاراخند        | [ 3 ] [ 7 ]          |                  |
| I                | 2020             | 25 فبراير             | 7–11 مارس             | 955 رياضي (649 رجل و306 امرأة) | 17               | 26               | 29               | 21               | 76               | 8                | 6                | 7                | 21               | 5                | 2                | 6                | 13               | [ 3 ] [ 7 ]          |                  |
| II               | 2021             | لياه                  | غولمارغ               | 1,375 رياضي                    | 14               | جامو وكشمير      | جامو وكشمير      | جامو وكشمير      | جامو وكشمير      | كرناتك           | كرناتك           | كرناتك           | كرناتك           | مهاراشترة        | مهاراشترة        | مهاراشترة        | مهاراشترة        | [ 8 ] [ 9 ] [ 10 ]   |                  |
| II               | 2021             | 26 فبراير – 2 مارس    | 26 فبراير – 2 مارس    | 1,375 رياضي                    | 14               | 11               | 18               | 5                | 34               | 5                | 0                | 4                | 9                | 3                | 3                | 2                | 8                | [ 8 ] [ 9 ] [ 10 ]   |                  |
| III              | 2023             | غولمارغ               | غولمارغ               | أكثر من 1,500 رياضي            | 11               | جامو وكشمير      | جامو وكشمير      | جامو وكشمير      | جامو وكشمير      | مهاراشترة        | مهاراشترة        | مهاراشترة        | مهاراشترة        | هيماجل برديش     | هيماجل برديش     | هيماجل برديش     | هيماجل برديش     | [ 11 ] [ 12 ] [ 13 ] |                  |
| III              | 2023             | 10 فبراير – 14 فبراير | 10 فبراير – 14 فبراير | أكثر من 1,500 رياضي            | 11               | 26               | 25               | 25               | 76               | 18               | 8                | 6                | 27               | 10               | 14               | 7                | 31               | [ 11 ] [ 12 ] [ 13 ] |                  |
| IV               | 2024             | لياه                  | غولمارغ               | أكثر من 500 رياضي              | 7                | Services         | Services         | Services         | Services         | كرناتك           | كرناتك           | كرناتك           | كرناتك           | مهاراشترة        | مهاراشترة        | مهاراشترة        | مهاراشترة        | [ 14 ] [ 15 ]        |                  |
| IV               | 2024             | 2–6 فبراير            | 21–25 فبراير          | أكثر من 500 رياضي              | 7                | 10               | 5                | 6                | 21               | 9                | 2                | 0                | 11               | 7                | 8                | 7                | 22               | [ 14 ] [ 15 ]        |                  |
| V                | 2025             | لياه                  | غولمارغ               | أكثر من 700 رياضي              | 6                | لداخ             | لداخ             | لداخ             | لداخ             | تاميل نادو       | تاميل نادو       | تاميل نادو       | تاميل نادو       | مهاراشترة        | مهاراشترة        | مهاراشترة        | مهاراشترة        |                      |                  |
| V                | 2025             | 23–27 يناير           | 22–27 فبراير          | أكثر من 700 رياضي              |                  | 4                | 2                | 1                | 7                | 3                | 2                | 0                | 5                | 2                | 4                | 4                | 10               |                      |                  |

## حفل الافتتاح والختام
افتتح وزير الدولة لشؤون الشباب والرياضة كيرين ريجيجو الألعاب الشتوية الأولى. بينما افتتح رئيس الوزراء ناريندرا مودي الألعاب الشتوية الثانية عبر الإنترنت. تضمن الحفل الختامي فعاليات واحتفالات ثقافية متنوعة.

## للاستزادة
- Inauguration, Day 2, Day 3, Day 4, Conclusion. Greater Kashmir. 26 فبراير, 28 فبراير, 1–3 مارس 2021.